# Ugaki Kazushige

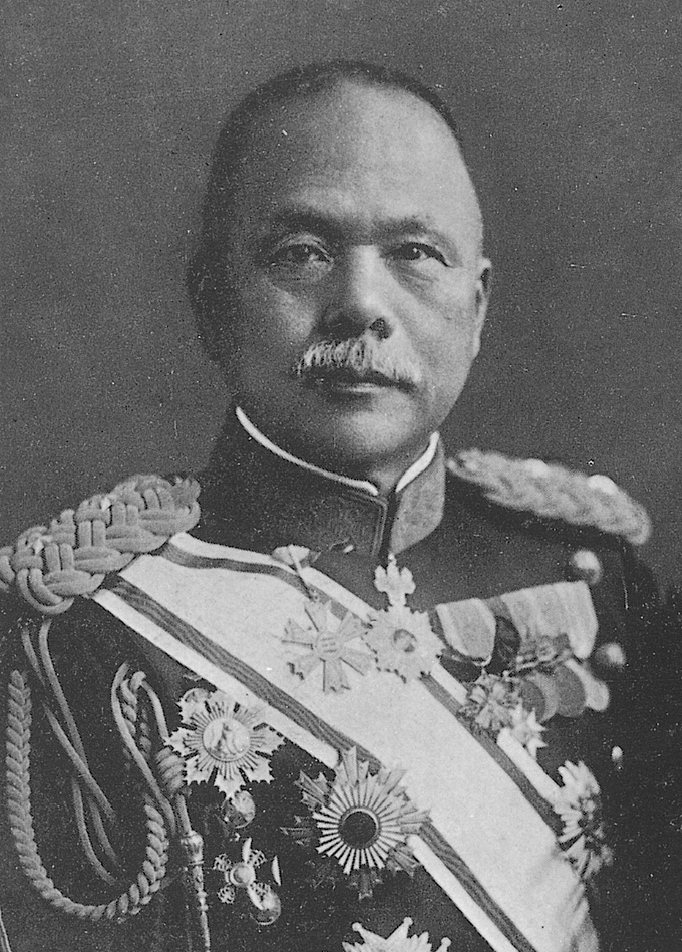
Ugaki Kazushige (1929)

Ugaki Kazushige (japanisch 宇垣 一成; * 21. August 1868 in Ōuchi-mura, Landkreise Iwanashi, Provinz Bizen (heute: Okayama); † 30. April 1956 in Izunagaoka, Präfektur Shizuoka) war ab den 1920er Jahren bis in den Pazifikkrieg hinein ein einflussreicher japanischer General.

## Leben und Wirken
Ugaki Kazushige graduierte 1890 an der Militärakademie. Nach dem Ersten Weltkrieg war er, gefördert durch General Tanaka Giichi, Leiter der Militärakademie und Kommandeur der 10. Division. 1923 wurde er zum Vizeminister des Heeresministeriums ernannt, 1925 wurde er General. Ab 1924 war er über vier Amtsperioden Heeresminister in den Kabinetten Kiyoura, Katō Takaaki, Wakatsuki I und dann noch einmal 1930/1931 im Kabinett Hamaguchi. In den Jahren 1924 bis 1927 nutzte der die Politik der Rüstungsbegrenzung, um vier Divisionen abzubauen, die Armee zu rationalisieren und zu modernisieren. Das führte dazu, dass ihn Kritiker, darunter General Araki Sadao ihn als „politischen General“ bezeichneten. – Ugaki war Militärattaché in der japanischen Botschaft in Berlin.
1931 weigerte sich Ugaki, mit den Aufständischen des März-Zwischenfalls zu kooperieren, die ihn zum Premierminister machen wollten. Er schaffte es aber nicht, die Aufständischen zu bestrafen und übernahm 1931 bis 1936 den Posten des Generalgouverneurs des unter japanischer Herrschaft stehenden Korea. Dort bemühte er sich, in Hinblick auf die Invasion von China die landwirtschaftliche und industrielle Basis zu stärken.
Im Februar 1937, nach dem Fall des Kabinetts Hirota, wurde er für den Posten des Premierministers vorgesehen, konnte wegen Differenzen mit der Führung der japanischen Armee jedoch kein Kabinett bilden. Er wurde im Mai 1938 im folgenden Kabinett Konoe I Außenminister, trat jedoch bereits im September zurück. – Er leitete zusammen mit anderen Generälen die Tōsei-ha der Streitkräfte, eine Vereinigung konservativer und moderater Offiziere im Gegensatz zur radikaleren Kōdō-ha.
Nach der Kapitulation 1945 wurde Ugaki von den Besatzungsmächten festgenommen, konnte sich erst 1952 wieder frei betätigen. 1953 wurde er im landesweiten SNTV-Wahlkreis mit dem höchsten Stimmenanteil in das Oberhaus gewählt. Er war Mitglied der Ryokufūkai, aber Krankheit machte ihn schon bald politisch inaktiv. Seine Grabstätte befindet sich auf dem Friedhof Tama in Fuchū (Präfektur Tokio).